# Yngve Samuelsson (fotbollsspelare)
Yngve Samuelsson, född 12 februari 1941, är en svensk före detta fotbollsspelare i Gais.

## Karriär
Samuelsson värvades till Gais från bohuslänska Grundsunds IF till säsongen 1964, och fick en mycket olycklig debut, då han i sin första match, mot IF Elfsborg i maj 1964, inom loppet av en minut låg bakom två baklängesmål för klubben, till följd av missförstånd med Leif Andersson i målet. Han blev dock en snabb och resolut back för klubben, och spelade totalt 144 matcher åren 1964–1972.

### I landslaget
Samuelsson spelade i ett av exproffs förstärkt ungdomslandslag mot det brittiska OS-landslaget 1967, men fick aldrig chans i någon officiell landskamp.